# Microhydromys argenteus
Microhydromys argenteus  (Helgen, Leary & Aplin, 2010) è un roditore della famiglia dei Muridi endemico della Nuova Guinea.

## Descrizione

### Dimensioni
Roditore di piccole dimensioni, con la lunghezza della testa e del corpo tra 78 e 86 mm, la lunghezza della coda tra 71 e 83 mm, la lunghezza del piede tra 19 e 22 mm, la lunghezza delle orecchie tra 11,4 e 13 mm e un peso fino a 13 g.

### Aspetto
La pelliccia è molto corta e soffice. Le parti superiori sono grigiastre mentre le parti ventrali sono più chiare. Il dorso delle zampe è chiaro e ricoperto di corti peli biancastri. La coda è poco più corta della testa e del corpo, è uniformemente grigia con la metà terminale bianca, talvolta ricoperta di chiazze più chiare e rivestita di 17 anelli di scaglie per centimetro. 

## Biologia

### Comportamento
È una specie terricola.

## Distribuzione e habitat
Questa specie è diffusa nella parte orientale e centro-orientale della Nuova Guinea.
Vive nelle foreste muschiose tra 380 e 1.450 metri di altitudine.

## Conservazione
Questa specie, essendo stata scoperta solo recentemente, non è stata ancora sottoposta a nessun criterio di conservazione.